# Okamejei leptoura
Okamejei leptoura is een vissensoort uit de familie van de Rajidae. De wetenschappelijke naam van de soort is voor het eerst geldig gepubliceerd in 2008 door Last & Gledhill.